# No et moi (film 2010)
No et moi è un film del 2010 diretto da Zabou Breitman, tratto dal romanzo Gli effetti secondari dei sogni di Delphine de Vigan.

## Trama
Lou Bertignac è una ragazzina di 13 anni dotata e piuttosto timida. Sua madre è depressa. Per fare una presentazione sul tema dei senzatetto e della loro vita quotidiana, intervista No, una ragazza di 18 anni orfana e senza fissa dimora. La conosce, diventa sua amica e fa in modo che i suoi genitori la accolgano con loro in modo che possa trovare un lavoro.